# Pleuridium subenerve
Pleuridium subenerve là một loài rêu trong họ Ditrichaceae. Loài này được Hampe S.P. Churchill mô tả khoa học đầu tiên năm 1989.